# Shirley, Southampton
Shirley är en stadsdel i Southampton i grevskapet Hampshire, i England. Ward hade 15 086 invånare år 2021. Shirley var en civil parish 1894–1912 när blev den en del av Southampton. Civil parish hade 33 161 invånare år 1911. Byn nämndes i Domedagsboken (Domesday Book) år 1086, och kallades då Sirelei.